# Северна Биоко
Северна Биоко (на испански: Bioko Norte) е провинция на Екваториална Гвинея. Обхваща северната част на остров Биоко, разположен в Атлантическия океан. Площта на провинцията е 778 квадратни километра, а населението, по данни от юли 2015 г., е 300 374 души. Столицата на провинцията е град Малабо – най-големият град на остров Биоко, най-голям град в цяла Екваториална Гвинея и столица на страната.